# Castelo Chihaya
Castelo Chihaya (千早城, Chihaya-jō) foi um castelo japonês (城), construído em 1332 por Kusunoki Masashige. Consistia principalmente numa fortaleza de madeira e terra. Chihaya é um claro exemplo do desenho de castelos japoneses do período Nanboku-chō. Localizado no monte Kongō (金剛山)  na província de Kawachi (河内国), o castelo sobreviveu ao cerco de 1333 contudo foi mais tarde conquistado pelas forças do Shogunato Ashikaga em 1390 e posteriormente abandonado.
Juntamente com o Castelo Akasaka (赤坂城), outro castelo nas proximidades da montanha, Chihaya serviu de base de operações para Kusunoki assim como de centro das suas defesas durante as suas campanhas em nome do Imperador Go-Daigo (後醍醐天皇) contra o clã Hōjō.